# Bonheiden
Bonheiden est une commune néerlandophone de Belgique située en Région flamande dans la province d'Anvers.

## Localités et sections de la commune
| # | Section   | Superf. (km²) | Habitants (2020) | Habitants par km² | Code INS |
| - | --------- | ------------- | ---------------- | ----------------- | -------- |
| 1 | Bonheiden | 13,84         | 9.298            | 672               | 12005A   |
| 2 | Rijmenam  | 15,36         | 5.775            | 376               | 12005B   |

## Héraldique
|  | La commune possède des armoiries qui lui ont été octroyées le 21 octobre 1958. Le 13 décembre 1988 la commune issue de la fusion des communes s'est vu octroyer les armoiries de l'ancienne commune de Rijmenam qui lui avaient été octroyées le 29 juillet 1963. Les anciennes étaient celles des comtes de Romrée, seigneurs de Bonheiden de 1705 à 1795. Jusqu'en 1958, le village utilisait des armoiries qui n'étaient pas officiellement octroyées. Ces armoiries étaient celles des seigneurs de Berthout-Boutersem, qui ont dirigé le village de 1650 à 1705. Les armoiries actuelles sont identiques aux armoiries de la famille Cuypers, seigneurs de Rijmenam, de 1695 à 1795. Elles sont utilisées depuis 1762, date à laquelle Jan Frans Cuypers reçut le titre de comte. Dès lors, la couronne typique et les bannières ont été ajoutées. Blasonnement : D'azur à une étoile à six raies d'argent, au chef d'or chargé à senestre de trois pals de gueules et au franc-canton d'or à un trèfle de sinople. L'écu sommé d'une couronne à treize perles dont 3 surélevées. heaume : d'argent grillé, colleté et liseré d'or, doublé et attaché de gueules et sommé d'une couronne également d'or à cinq fleurons. Au lambrequin d'or et d'azur. Cimier : une tête et cou de coq de sable, crêté, barbé, becqué et allumé de gueules et un vol éployé d'or et d'azur. L'écu soutenu par deux tigre au naturel regardant et tenant chacun une bannière, celle de dextre au armes de l'écu, celle de senestre d'argent au trois fasces d'azur ondées accompagnées en chef de trois merlettes de sables. Source du blasonnement : Heraldy of the World. |

## Démographie

### Évolution démographique: Avant la fusion des communes
- Sources : INS, Rem. : 1831 jusqu'en 1970 = recensements, 1976 = nombre d'habitants au 31 décembre[3].

### Évolution démographique: Commune fusionnée
En tenant compte des anciennes communes entraînées dans la fusion de communes de 1977, on peut dresser l'évolution suivante:
- Source : DGS - Remarque: 1831 jusqu'à 1981=recensement; depuis 1990=nombre d'habitants chaque 1er janvier[4]

## Lieux d'intérêt
- Abbaye de Bonheiden
- À Bonheiden et dans toute la région, on peut visiter les bunkers de la ligne KW, dont la plupart sont ouverts et accessibles au public.

## Personnalités
- Nadia Sminate, femme politique belgo-marocaine, membre de la N-VA
- Koen Casteels, gardien de but, joueur du VfL Wolfsbourg.
- Sven Nys, coureur de cyclo-cross qui a été 8 fois champion de Belgique de cyclo-cross.
- Elizabeth Sneyers (1913-1998) avocate, féministe et résistante
- Benjamin-Joseph Steens, organiste.
- Thibau Nys, coureur de cyclo-cross et de cyclisme sur route.